# Ковтунівка (село, Золотоніський район)
Ковтуні́вка — село в Україні, у Золотоніському районі Черкаської області. Входить до складу Шрамківської сільської громади. Населення — 117 чоловік (на 2001 рік).

## Історія
Під час голодомору в 1933 році в селі від голоду не померла жодна людина. На той час головою колгоспу був Василенко Трохим Якимович. Завдяки йому для всіх жителів села взимку та навесні готували обіди з картоплі і буряків, які були сховані в кагатах під землею, а коли наливалися пшениця й жито, стригли колоски.
У роки радянсько-німецької війни загинуло 35 жителів села. Загиблим воїнам-землякам  споруджено обеліск.